# Lanceoppia tortile
Lanceoppia tortile är en kvalsterart som beskrevs av Sandór Mahunka 1989. Lanceoppia tortile ingår i släktet Lanceoppia och familjen Oppiidae. Inga underarter finns listade i Catalogue of Life.